# Complete Vision
Complete Vision è il secondo EP della rock band britannica dei Queen, pubblicato per la prima volta nel dicembre del 1985.
Fa parte del Box Set in edizione limitata The Complete Works ed è l'LP bonus del cofanetto. È reperibile unicamente all'interno di questo Box Set.

## Il disco
Questo disco (uscito solo in versione LP) contiene 2 singoli e 5 B-Sides, fino a quel momento mai pubblicati su album.

## Tracce
1. See What A Fool I've Been (B-Side di Seven Seas of Rhye) - 4:29
2. A Human Body (B-Side di Play the Game) - 3:43
3. Soul Brother (B-Side di Under Pressure) - 3:38
4. I Go Crazy (B-Side di Radio Ga Ga) 3:43
5. Thank God It's Christmas - 4:23
6. One Vision (Single Version) - 4:04
7. Blurred Vision (B-Side di One Vision) - 4:42

## Formazione
- Freddie Mercury - voce, pianoforte, chitarra ritmica
- Brian May - chitarra solista, cori;
- John Deacon - basso, chitarra ritmica
- Roger Taylor - batteria acustica ed elettronica, chitarra ritmica, cori; voce principale in A Human Body.